# Dromochorus
Dromochorus is een geslacht van kevers uit de familie van de loopkevers (Carabidae). De wetenschappelijke naam van het geslacht is voor het eerst geldig gepubliceerd in 1845 door Guerin-Meneville.

## Soorten
Het geslacht Dromochorus omvat de volgende soorten:
- Dromochorus belfragei Salle, 1877
- Dromochorus pilatei Guerin-Meneville, 1845
- Dromochorus pruininus Casey, 1897
- Dromochorus velutinigrens Johnson, 1992